# Члоу
Чло́у (абх. Ҷлоу, груз. ჭლოუ) — село в Абхазии, в Очамчырском районе частично признанной Республики Абхазия, согласно административному делению Грузии — в Очамчирском муниципалитете Абхазской Автономной Республики. Расположено к северу от Очамчыры в предгорной полосе у подножья Кодорского хребта у южной подошвы Панаюского хребта. В административном отношении село представляет собой административный центр Члоусской сельской администрации (абх. Ҷлоу ақыҭа ахадара), в прошлом Члоусский сельсовет. Одно из крупнейших сёл Абжуйской Абхазии.

## Этимология
До Октябрьской революции и в первые годы советской власти в качестве официального названия села использовались формы Чилов и Чилоу.
Происхождение названия связывают с именем князей Ачба и Лоу. Согласно легенде, однажды какая-то болезнь поразила представителей фамилии Ачба и уничтожила всех. Остался живым лишь один старик-князь. Его родственники жили в землях абазин, но там их называли Лоу. Предчувствуя плохой конец, старик решил взять к себе на воспитание одного из своих сородичей. Поехал он в Абазашту, рассказал там о тех бедах, которые приключились с ними в Абхазии, и попросил отдать ему на воспитание одного из своих сыновей. Родственник согласился, но, попросил, чтобы его сын, придя в Абхазию, стал носить фамилию Ачба, а возвращаясь в Абазашту, оставался бы Лоу. Ачба согласился с этим условием и привез в Абхазию мальчика, воспитал его и, собрав народ, огласил о своем решении, что усыновленному он отдает своё царство и всё богатство и добавил: «Этот Ач-Лоу — есть ваш царь». С тех пор, по преданию, место, где находилась резиденция Ач-Лоу, люди начали называть «Члоу».

## Границы
На севере границей Члоу служит Кодорский хребет; на востоке Члоу граничит с сёлами Отап и Тхина по реке Дзикуа; на юге — с Моквой; на западе — с сёлами Кочара и Гуада.

## Население
Население Члоуского сельсовета по данным переписи 2011 года составляет 1 390 человек, по данным переписи 2011 года население сельской администрации Члоу составило 1609 человек, в основном абхазы (члоуцы).
С древних времен по настоящее время в с. Члоу проживают фамилии: Адлейба, Ануа, Акаба, Ашхаруа, Алтейба, Ахуба, Амкуадж, Аджинджал, Логуа, Лагулаа, Криа, Цвижба, Джопуа (Джонуа), Хахубиа (Ахахуба), Цабрия, Инапшба, Кацуба, Кварчия, Сангулия, Кутарба, Чолокуа и другие. У заезда в с. Члоу встречаются фамилии мегрельского и грузинского происхождения: Шоградзе, Уратадзе, Чкуан, Шелия, Циколия. Эти фамилии в с. Члоу появились благодаря князьям Ачба. Например, родиной Уратадзе является село Зым Чхороцкуского района.
По данным переписи населения 1886 года в селении Члоу проживало православных христиан — 1888 человек, мусульман-суннитов — 257 человек. По сословному делению в Члоу имелось 48 князей, 3 представителя православного духовенства и 2018 крестьян. Дворян и представителей «городских» сословий в Члоу не проживало.
| Год переписи | Число жителей | Этнический состав                                        |
| ------------ | ------------- | -------------------------------------------------------- |
| 1886         | 2069          | абхазы 99,9 %; грузины 0,1 %                             |
| 1926         | 3006          | абхазы 93,1 %; грузины 4,1 %; турки 1,9 %; русские 0,2 % |
| 1959         | 2393          | абхазы (нет точных данных)                               |
| 1989         | 2470          | абхазы (нет точных данных)                               |
| 2011         | 1609          | абхазы 95,4 %, грузины 3,3 %, русские 0,7 %              |

## Историческое деление
Село Члоу исторически подразделяется на 7 посёлков (абх. аҳабла):
- Аймара
- Акыдра
- Андроу
- Аражпара
- Жаныху
- Лаганиаху
- Члоу Ахабла

## Интересное
- В посёлке Жаныху находятся руины неисследованного храма.
- В верховьях посёлка Андроу располагается мощное средневековое оборонительное сооружение, которое также научно не исследовано.
- Начавшаяся в 1941 году Великая Отечественная война стала тяжелым испытанием как для всего советского народа, так и для абхазского. 311 человек из Члоу самоотверженно встали против врага, посчитав своим долгом защитить Отечество. Из них на полях сражений погибли 191 человек, и только 120 человек вернулись с войны. В числе погибших славные сыны Абхазии, поэты Рауфбей Джопуа и Сергей Цабрия. Среди самоотверженных защитников родины были люди, прославившие свой род и своё село. Это Иван (Иуа) Адлейба, кавалер ордена Красной Звезды, ордена Отечественной войны 1-й степени, двух медалей «За отвагу». Вернувшись с войны, И. Адлейба начал свою трудовую деятельность. И в 1970 году, в честь 100-летия В. И. Ленина, был удостоен медали «За доблестный труд». Пианца Чолокуа был удостоен ордена Отечественной войны 1-й степени. Сардион Цвижба — ордена Славы, Темраз Колбая — кавалер многих орденов и медалей и т. д. В наше время (2010 год) в селе остались только два ветерана ВОВ, один из них — Сангулия Мушни Куакусович. Во время Великой Отечественной ему было 23 года. Он участвовал в битве под Смоленском, Калининградом, а также в городах Ростов, Брест, Витебск. Он — инвалид I-ой группы.
- Члоу сильно пострадало от мухаджирства — насильственного выселения кавказских горцев в Турцию.
- Большинство выселенных царским правительством члоуцев осело на северо-западе нынешней Турции — в административном районе Карасу современного ила Сакарья. Здесь ими было основано село, названное в честь родного селения в Абхазии — Члоу. Официальное турецкое название этого селения — Карапынар (тур. Karapınar). По данным на 2000 год, в Карапынаре проживает 1058 человек.
- В течение грузино-абхазской войны село Члоу полностью находилось под контролем абхазских партизан.

## Известные уроженцы
- Адлейба Амиран Сардионович — абхазский скульптор, член Союза художников Республики Абхазия.
- Бутба Беслан Тикович — политик и бизнесмен, кандидат на президентских выборах 2009 года.
- Джонуа Чичико Махазович — поэт, писатель.
- Джонуа Алексей Несторович — писатель, поэт.
- Джопуа Беслан Цибович - первый вице-премьер РА, министр сельского хозяйства Республики Абхазия.
- Логуа Нугзар Чичикоевич - художник, поэт, общественный и политический деятель Абхазии.
- Шинкуба Баграт Васильевич — писатель, поэт, политик.
- Цвижба Виссарион Акунович — абхазский художник, член Союза художников Республики Абхазия.

### Старые времена
- Мустафа Чолокуа — знаменитый абрек, лидер абжуйских абхазов во время восстания 1878 г.
- Исмаил Аджапуа — знаменитый абрек, лидер абжуйских абхазов в Кавказскую войну.
- Такуй Цвижба — знаменитый абрек.